# 대한스포츠상해예방운동협회
대한스포츠상해예방운동협회(Korea Sports Injury Prevention Movement Association, KSIPMA)는 선수의무트레이너, SIPT(Sports Injury Prevention Trainer)를 양성하여 국내외 각종 스포츠현장에서 전문 직업인으로 그 역할을 다할 수 있도록 지원하는데 설립 목적이 있다.

## 대한스포츠상해예방운동협회
대한스포츠상해예방운동협회(Korea Sports Injury Prevention Movement Association, KSIPMA)는 대한민국 최초로 각종 스포츠경기에서 발생하는 스포츠부상예방과 경기력 향상을 위한 프로그램 연구개발을 통한 각종 선수의무트레이너, SIPT Sports Injury Prevention Trainer를 양성하여 국내외 스포츠현장에서 발생할 수 있는 스포츠부상을 미연에 예방하고 경기력 향상을 위한 체력관리 전문가로 활동할 수 있는 기반을 조성하고 이를 통하여 올림픽을 비롯한 FIFA 월드컵축국경기, 각종 스포츠선수권대회에 지원하여 엘리트체육발전에 기여하고 KSIPMA에서 양성된 전문 SIPT 선수의무트레이너들이 각종 스포츠현장에서 전문 직업인으로 그 역할을 다할 수 있도록 지원하는데 설립목적이 있다.
KSIPMA 대한스포츠상해예방운동협회 공식홈페이지 : www.sipt.or.kr 보관됨 2021-08-20 - 웨이백 머신

## 협회 소개
대한스포츠상해예방운동협회는 국내최초로 각종 스포츠현장에서 발생할 수 있는 부상예방 및 경기력 향상을 위한 스포츠프로그램 개발과 전문선수의무트레이너 양성과 각종 스포츠대회 지원을 위한 공익활동을 목적으로 1993년 대한민국 문화체육부 장관으로부터 비영리단체 설립인가와 등록을 마친 후 1995년 제1회 춘천국제마라톤 지원을 시작으로 동아경주국제마라톤을 비롯한 각종 국내외 마라톤대회에 대한스포츠상해예방운동협회 소속 전문 선수의무트레이너를 지원하여 대회 성공개최에 기여하는 한편, FIFA 월드컵대회와 올림픽, 세계선수권, 아시아경기등에 선수체력관리를 전담하는 선수의무트레이너를 양성 지원하여 각 대회 성공개최에 기여하였다.

## 주요 공익 사업
- 각종 스포츠 현장에서의 선수부상예방과 경기력 향상을 위한 연구사업
- 스포츠부상과 경기력 향상을 위한 프로그램 개발 사업
- 각종 스포츠현장에서 선수부상 예방과 경기력 향상을 위해 활동할 SIPT 선수의무트레너 양성사업
- 올림픽과 FIFA 월드컵 등 각종 국내외 스포츠경기대회 SIPT 선수의무트레너 무상 지원사업
- 국내외 유사단체 기관과의 학술교류 사업
- 각종 공익사업과 봉사활동
- 각 기관 및 정부 위탁사업
- 기타 본협회 목적달성을 위한 사업

## 선수의무트레이너 양성을 위한 교육프로그램
- 스포츠마사지 이론과 실체
- 스포츠테이핑 이론과 실체
- 근밸런스테이핑 이론과 실체
- 스포츠의학과 이학요법 이론과 실체
- 스포츠카이로프랙틱 이론과 실체
- 기초 해부생리, 스포츠기능학, 역학
- 스포츠재활운동 이론과 실체

## 주요 연혁
| 연도   | 내용 |
| ------ | --- |
| 1990년 | - 서울특별시 중구 협회사무국 개설 - 대한스포츠상해예방운동협회 설립을 위한 창립총회 |
| 1993년 | - 문화체육부 단체설립인가 및 비영리공익단체 제484호 등록 - 김태영 협회장 취임 - 대한요법카이로프랙틱협회 보관됨 2021-08-28 - 웨이백 머신·한국스포츠마사지자격협회 보관됨 2018-12-28 - 웨이백 머신 자매결연 |
| 1994년 | - 러시아모스크바중앙체육대학교와 스포츠마사지 및 스포츠의학 교류 자매결연 - 협회부설 스포츠상해과학연구원 개원                                                                                             |
| 1995년 | - 각종 국내외 스포츠경기 공식 KSIPMA 소속 선수의무트레이너 파견 지원활동 |
| 1996년 | - 동아경주국제마라톤대회 선수의무트레이너 지정단체 |
| 1997년 | - 최만립 박사 명예총재 취임(IOC 세계체육단체총연합회 총회장) |
| 1998년 | - 하권익 삼성의료원 서울병원장 고문취임 |
| 2001년 | - 스포츠마사지사 인터넷 자격조회 시스템 도입 |
| 2002년 | - FIFA 한·일 월드컵축구대회 국제심판 및 국제방송센터 테이핑, 스포츠재활 지원활동 - 제14회 부산아시아경기 국가대표팀 선수의무트레이너팀 파견 지원활동                                                       |
| 2006년 | - 충주세계무술축제 선수의무트레이너팀 지원활동 |
| 2007년 | - FIFA 세계청소년월드컵축구대회 선수의무트레이너팀 파견 지원활동 |
| 2010년 | - 서울국제마라톤대회 공식 선수의무트레이너 지정단체 |
| 2015년 | - 중앙서울국제마라톤대회 선수의무트레이너팀 지원활동 |
| 2017년 | - FIFA U20월드컵축구경기 선수의무트레이너팀 지원활동 |
| 2018년 | - 평창동계올림픽 선수의무트레이너팀 지원활동 |
| 2019년 | - 강원 옥스팜트레일워커대회 선수의무트레이너 파견 지원활동 |
| 2020년 | - 강원옥스팜트레일워커대회 선수의무트레이너팀 공식 지정단체 |

## 주요 상훈
- 재단법인 옥스팜 단체감사장
- 전북도지사 단체 감사장
- 강원도지사 단체 감사장
- 충주세계무술축제 조직위원장 감사패
- 동아일보사 단체감사장
- 중앙일보사 단체감사장
- 대한공수도연맹 단체감사장
- 인천시장 단체 감사장

- 파주시장 단체 감사장
- 제32회 전국장애인체전 단체 감사장
- 인천일보 단체 감사장
- 전북도지사 단체 감사장